# استیو باتلر (بازیکن فوتبال)
استیو باتلر (انگلیسی: Steve Butler؛ زادهٔ ۲۷ ژانویهٔ ۱۹۶۲) بازیکن فوتبال اهل بریتانیا است.
از باشگاه‌هایی که در آن بازی کرده‌است می‌توان به باشگاه فوتبال مایدستون یونایتد، باشگاه فوتبال کمبریج یونایتد، باشگاه فوتبال پیتربورو یونایتد، باشگاه فوتبال گیلینگام، باشگاه فوتبال ای‌اف‌سی بورنموث، باشگاه فوتبال استیونج، باشگاه فوتبال برنتفورد، و باشگاه فوتبال واتفورد اشاره کرد.